# Bagat-en-Quercy
Bagat-en-Quercy – miejscowość i dawna gmina we Francji, w regionie Oksytania, w departamencie Lot. W 2013 roku populacja ówczesnej gminy wynosiła 209 mieszkańców. 
W dniu 1 stycznia 2019 roku z połączenia trzech ówczesnych gmin – Bagat-en-Quercy, Saint-Daunès oraz Saint-Pantaléon – powstała nowa gmina Barguelonne-en-Quercy. Siedzibą gminy została miejscowość Saint-Daunès. 